# Інтимний словник (фільм)
«Інтимний словник» (англ. The Sleeping Dictionary) — американський фільм 2003 року, режисера Гая Дженкіна.

## Сюжет
Молодий англієць, Джон Траскотт, який тільки що закінчив навчання, приїздить на практику в англійську колонію Саравак (тепер територія Малайзії на острові Калімантан) з метою забарвити життя «диких» племен туземців. Серед племені ібани був звичай надавати англійцям жінку-коханку, за допомогою якої вони освоювали місцеву мову. Таку жінку називали «інтимним словником». Траскотт закохується в цю жінку — Селіму, і бажає із нею одружитися, через що вступає у конфлікт з керівником колонії: такі шлюби заборонені і порушують місцевий спосіб життя. Траскотта примушують повернутися в Англію, там він одружується з іншою жінкою. Але, повернувшись із дружиною назад в колонію, довідується, що у Селіми народилася дитина, його дитина. В результаті непростих випробовуваннь Траскотт все-таки втікає разом із Селімою в джунглі, де вони і живуть щасливо.

## В ролях
| Актор          | Роль            |
| -------------- | --------------- |
| Г'ю Денсі      | Джон Траскотт   |
| Джессіка Альба | Селіма          |
| Боб Госкінс    | Генрі Буллард   |
| Бренда Блетін  | Аґґі Буллард    |
| Емілі Мортімер | Сесілія Буллард |
| Ноа Тейлор     | Невіль Шипперлі |
| Юджин Саллех   | Белансе         |